# Алгоритм Метрополиса — Гастингса
Алгоритм Метрополиса — Гастингса — алгоритм семплирования, использующийся, в основном, для сложных функций распределения. Он отчасти похож на алгоритм выборки с отклонением, однако здесь вспомогательная функция распределения меняется со временем. Алгоритм был впервые опубликован Николасом Метрополисом в 1953 году, и затем обобщён К. Гастингсом в 1970 году. Семплирование по Гиббсу является частным случаем алгоритма Метрополиса — Гастингса и более популярно за счёт простоты и скорости, хотя и реже применимо.
Алгоритм Метрополиса — Гастингса позволяет семплировать любую функцию распределения. Он основан на создании цепи Маркова, то есть на каждом шаге алгоритма новое выбранное значение {\displaystyle x^{t+1}} зависит только от предыдущего {\displaystyle x^{t}}. Алгоритм использует вспомогательную функцию распределения {\displaystyle Q(x'|x^{t})}, зависящую от {\displaystyle x^{t}}, для которой генерировать выборку просто (например, нормальное распределение). На каждом шаге для этой функции генерируется случайное значение {\displaystyle x'}. Затем с вероятностью
{\displaystyle u={\frac {P(x')Q(x^{t}|x')}{P(x^{t})Q(x'|x^{t})}}}
(или с вероятностью 1, если {\displaystyle u>1}), выбранное значение принимается как новое: {\displaystyle x^{t+1}=x'}, а иначе оставляется старое: {\displaystyle x^{t+1}=x^{t}}.
Например, если взять нормальную функцию распределения как вспомогательную функцию, то
{\displaystyle Q(x'|x^{t})\sim N(x^{t},\sigma ^{2}I).}
Такая функция выдаёт новое значение в зависимости от значения на предыдущем шаге. Изначально алгоритм Метрополиса требовал, чтобы вспомогательная функция была симметрична: {\displaystyle Q(x',x^{t})=Q(x^{t},x')}, однако обобщение Гастингса снимает это ограничение.

## Алгоритм
Пусть мы уже выбрали случайное значение {\displaystyle x^{t}}. Для выбора следующего значения сначала получим случайное значение {\displaystyle x'} для функции {\displaystyle Q(x'|x^{t})}. Затем найдем произведение {\displaystyle a=a_{1}a_{2}}, где
{\displaystyle a_{1}={\frac {P(x')}{P(x^{t})}}}
является отношением вероятностей между промежуточным значением и предыдущим, а
{\displaystyle a_{2}={\frac {Q(x^{t}|x')}{Q(x'|x^{t})}}}
это отношение между вероятностями пойти из {\displaystyle x'} в {\displaystyle x^{t}} или обратно. Если {\displaystyle Q} симметрична, то второй множитель равен 1. Случайное значение на новом шаге выбирается по правилу:
{\displaystyle {\begin{matrix}{\mbox{If }}a\geq 1:&\\&x^{t+1}=x',\end{matrix}}}
{\displaystyle {\begin{matrix}{\mbox{and if }}a<1:&\\&x^{t+1}=\left\{{\begin{matrix}x'{\mbox{ with probability }}a\\x^{t}{\mbox{ with probability }}1-a.\end{matrix}}\right.\end{matrix}}}
Алгоритм стартует из случайного значения {\displaystyle x^{0}}, и сначала прогоняется «вхолостую» некоторое количество шагов, чтобы «забыть» о начальном значении.
Лучше всего алгоритм работает тогда, когда форма вспомогательной функции близка к форме целевой функции {\displaystyle P}. Однако добиться этого априори зачастую невозможно. Для решения этой проблемы вспомогательную функцию настраивают в ходе подготовительной стадии работы алгоритма. Например, для нормального распределения настраивают его параметр {\displaystyle \sigma ^{2}} так, чтобы доля «принятых» случайных значений (то есть тех, для которых {\displaystyle x^{t+1}=x'}) была близка к 60 %. Если {\displaystyle \sigma ^{2}} слишком мала, то значения будут получаться слишком близкими и доля принятых будет высока. Если {\displaystyle \sigma ^{2}} слишком велика, то с большой вероятностью новые значения будут выскакивать в зоны малой вероятности {\displaystyle P}, отчего доля принятых значений окажется низкой.